# روز رستاخیز (فیلم ۱۹۲۸)
روز رستاخیز (انگلیسی: Doomsday) یک فیلم صامت در ژانر درام و صامت به کارگردانی رولند وی. لی است که در سال ۱۹۲۸ منتشر شد. از بازیگران آن می‌توان به گری کوپر، فلورنس ویدور، لورنس گرانت، و تام ریکتس اشاره کرد.